# Ратлеф, Гарриет Сидоровна фон
Гарриет Сидоровна фон Ратлеф (урождённая Кейльман; 3 января 1887 — 1 мая 1933) — немецкий скульптор и автор детских книг.

## Биография
Она родилась в знатной еврейской семье в Риге, Ливонии, провинции Российской империи. Она вышла замуж за Харальда фон Ратлефа, лейтенанта царского Александровского гусарского полка, в 1908 году в Риге. У пары было четверо детей. Семья бежала в Германию 28 декабря 1918 года, пытаясь спастись из революционной России. Семья поселилась недалеко от Веймара, Германия, где она училась у Вальтера Гропиуса в Баухаусе до 1921. Она развелась с мужем в 1922 году и содержала своих детей за счёт доходов от своих скульптур, графики и иллюстраций.
В 1925 году она стала главным сторонником претензии Анны Андерсон на то, чтобы быть великой княгиней Анастасией Николаевной России. Она подружилась с заявительницей и написала о ней серию статей. В том же году она обратилась в католицизм.
Она была вовлечена в художественные круги и общественные дела в Берлине, но была вынуждена выйти из Общества берлинских женщин-художников, когда к власти пришёл Адольф Гитлер. Встревоженная политическими событиями в нацистской Германии (из-за этого она, дабы избежать риска, в 1933 году была вынуждена отозвать свои работы с Большой берлинской художественной выставки), она надеялась покинуть страну. Прежде чем она смогла составить определённые планы, она умерла в Берлине 1 мая 1933 года от разрыва аппендикса. Из-за накопившихся под конец жизни долгов весь инвентарь и работы её студии был выставлены на продажу через несколько месяцев после её смерти. Её школьная подруга Моника Кюттнер и дочери Моника и Лизелотта сумели сохранить несколько её работ.
В эпоху Третьего рейха работы Фон Ратлеф были названы «дегенеративными» и изъяты из публичных коллекций.